# Life (album de Z-Ro)
Pour les articles homonymes, voir Life (homonymie).
Albums de Z-Ro
Screwed Up Click Representa
(2002) Z-Ro Tolerance
(2004)
Life est le sixième album studio de Z-Ro, sorti le 17 décembre 2002.
L'album s'est classé 57e au Top R&B/Hip-Hop Albums.
Le morceau Lost Another Soldier (Tribute to Big Mello) est un hommage à Big Mello, un rappeur de Houston décédé le 15 juin 2002.

## Liste des titres
| No  | Titre                                                                                          | Durée |
| --- | ---------------------------------------------------------------------------------------------- | ----- |
| 1.  | Get Yo Paper                                                                                   | 4:20  |
| 2.  | Screw Did That (featuring Point Blank)                                                         | 4:51  |
| 3.  | Make It (featuring Mexican D.)                                                                 | 4:28  |
| 4.  | Will I Go Crazy? (featuring Miss Dameanor)                                                     | 4:16  |
| 5.  | Life (featuring Puff)                                                                          | 3:57  |
| 6.  | Life Is a Struggle & Pain (featuring Cl'Che)                                                   | 4:47  |
| 7.  | Talkin' Down On Me                                                                             | 3:34  |
| 8.  | Change of Scenery (featuring Cl'Che)                                                           | 4:21  |
| 9.  | Hatin' Me                                                                                      | 3:57  |
| 10. | It's Gonna Be Alright                                                                          | 4:05  |
| 11. | Let Me Live My Life                                                                            | 4:33  |
| 12. | Lost Another Soldier (Tribute to Big Mello) (featuring Trae, Tony Montana, Dougie D et Cl'Che) | 5:06  |
| 13. | Outro                                                                                          | 2:02  |